# 鴻巣市立図書館
鴻巣市立図書館（こうのすしりつとしょかん）は、埼玉県鴻巣市が設立・運営する公共図書館の総称である。

## 概要
2005年（平成17年）9月30日までは、現在の鴻巣市立鴻巣中央図書館が旧鴻巣市立図書館であった。しかし、同年10月1日に行われた鴻巣市・北足立郡吹上町・ 北埼玉郡川里町との市町村合併に伴い、旧市町の各館との混同を避けるため、現在名に改称された。このため、2005年10月1日以降は鴻巣市立図書館という名称の個別の図書館は存在しない。また、旧町立図書館も合併と同時に現在名に改称された。
現在、鴻巣中央図書館・吹上図書館・川里図書館の3館が設置され、公民館図書室（あたご公民館・笠原公民館・常光公民館・田間宮生涯学習センター・箕田公民館・川里生涯学習センター）・市民センターにおいても図書館業務を行っている。なお、上記図書館および公民館図書室・市民センターでは共通の利用者カードにより資料貸借を行っている。
現在では鴻巣市に在住・在勤・在学する者の他、行田市・熊谷市・桶川市・北本市・比企郡吉見町・加須市・久喜市の在住者も利用することができる。
本項では、鴻巣市の設置する市立図書館全般について述べる。また、以下で名称に言及する際には特筆の無い限り、「鴻巣市立」を省略する。

## 図書館

### 鴻巣中央図書館
エルミこうのすアネックスの1階に設けられている。元々旧鴻巣市により鴻巣市立図書館として設置されたものであるが、従来の施設からエルミこうのすアネックスには2010年（平成22年）7月に移転し、同年7月17日に開館記念式典が執り行われた。
所在地
- 埼玉県鴻巣市本町1-2-1（エルミこうのすアネックス1階・北緯36度3分39.9秒 東経139度30分32.6秒）

アクセス
- 鴻巣駅東口より徒歩にて約4分。（道程約400m）

休館日
- 館内整理日（毎月第4木曜日、祝日の場合は前日が休館日）
- 年末年始・特別整理期間など

開館時間
- 平日 - 9時30分 ~ 20時
- 土日祝日 - 9時30分 ~ 18時

### 吹上図書館

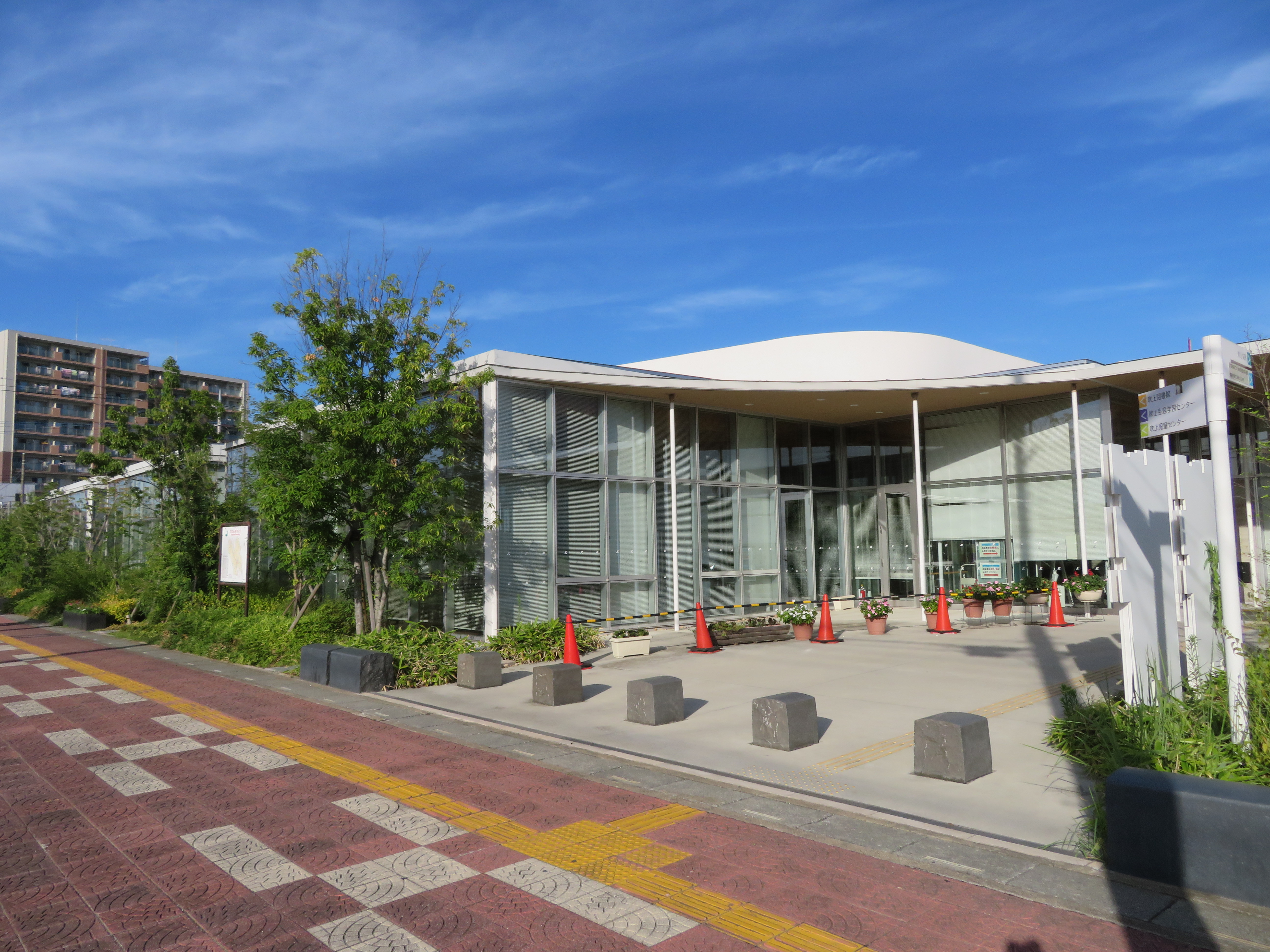
吹上図書館

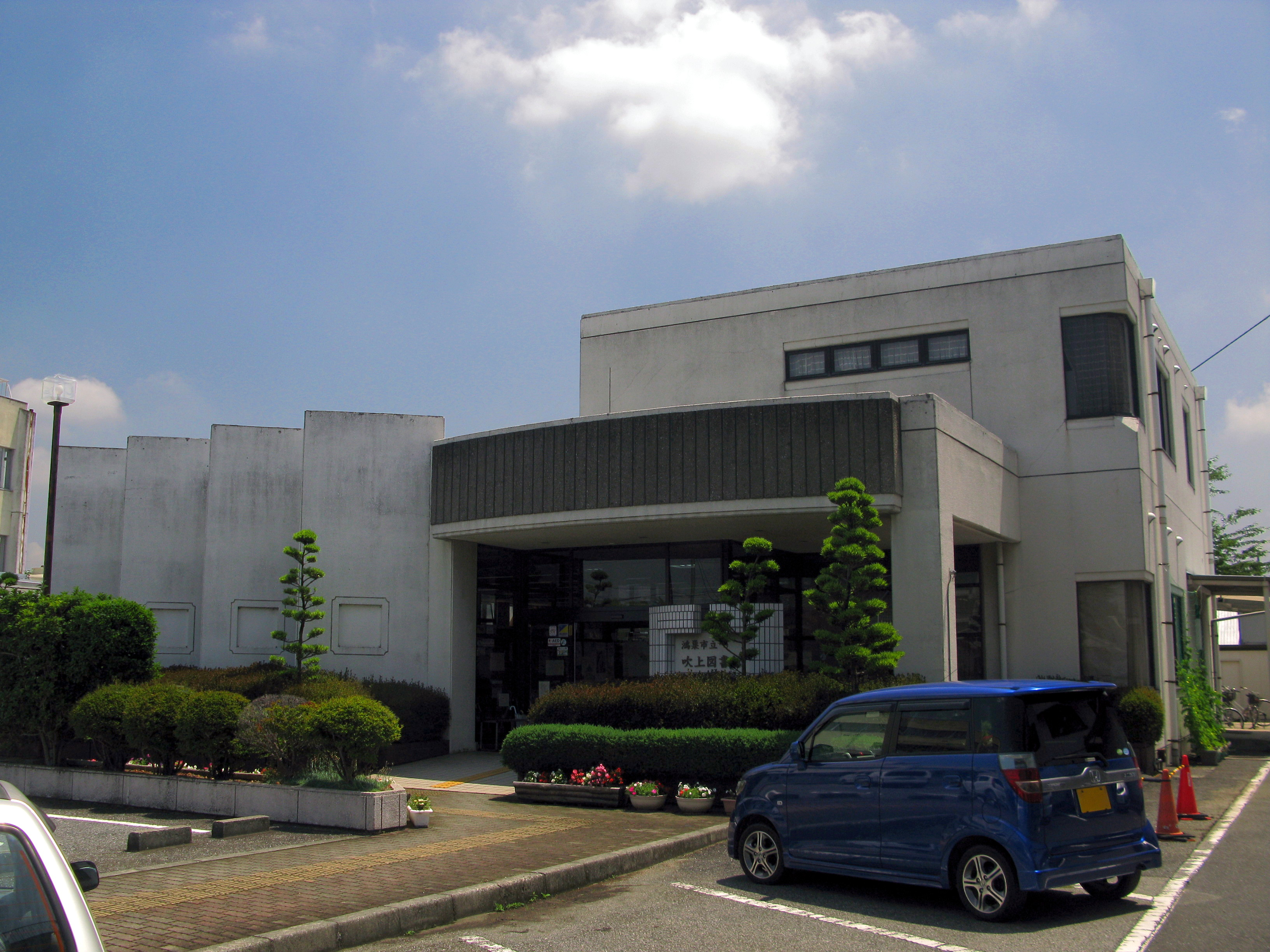
（旧）吹上図書館（2012年7月）
現在は鴻巣市商工会吹上支所

旧吹上町により吹上町立図書館として設置された図書館である。2013年（平成24年）7月3日、隣接地に新築移転。
所在地
- 埼玉県鴻巣市吹上富士見1-1-1（北緯36度6分3.9秒 東経139度27分9.5秒）

アクセス
- 吹上駅南口より徒歩にて約3分。

休館日
- 館内整理日（毎月第4木曜日、祝日の場合は前日が休館日）
- 上記の他、年末年始・特別整理期間など

開館時間
- 平日　9時30分 ~ 20時
- 土日祝　9時30分 ~ 18時

### 川里図書館

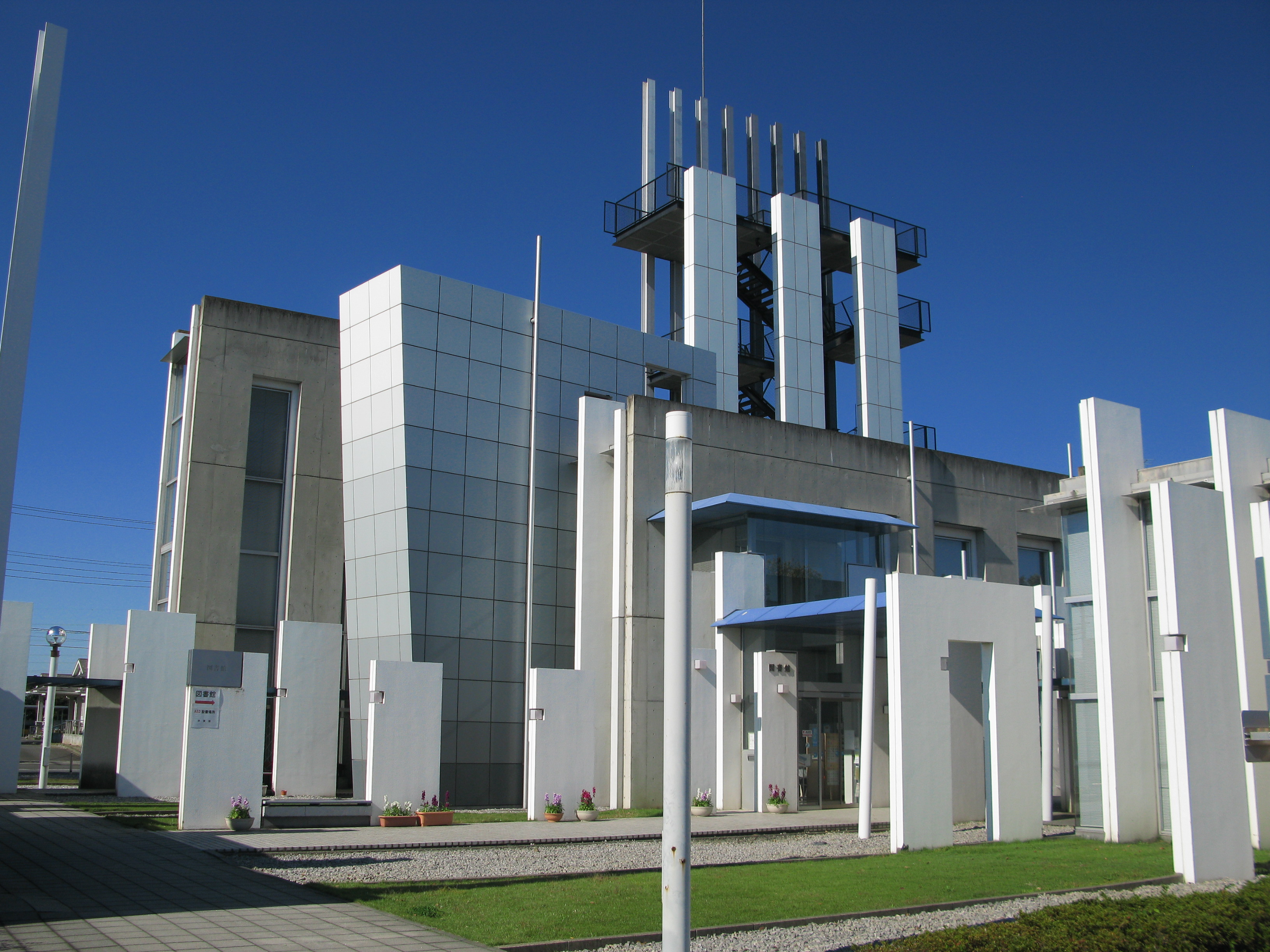
川里図書館（2012年10月）

旧川里町により川里町立図書館として設置された図書館である。
所在地
- 埼玉県鴻巣市関新田1281-1[3]（北緯36度5分56.7秒 東経139度31分33.4秒）

休館日
- 毎週月曜日（祝日の場合は翌日も休館）
- 祝日（祝日が日曜日の場合は開館、翌日休館）
- 館内整理日（毎月第4木曜日、祝日の場合は前日が休館日）
- 上記の他、年末年始・特別整理期間など

開館時間
- 9時30分 ~ 18時

## 図書室
以下の公民館等においても図書館業務を行っており、図書館と同じカードでの利用となる。

### あたご公民館図書室
所在地
- 埼玉県鴻巣市原馬室3460-1[4]（北緯36度2分13.6秒 東経139度30分54.3秒）

休館日
- 毎週月曜日（祝日の場合は翌日も休館）
- 祝日（日曜日・こどもの日を除く）
- 上記の他、年末年始など。

開館時間
- 9時 ~ 17時

### 笠原公民館図書室
所在地
- 埼玉県鴻巣市笠原791-1[5]（北緯36度3分53.5秒 東経139度32分30.5秒）

休館日
- 毎週月曜日（祝日の場合は翌日も休館）
- 祝日（日曜日・こどもの日を除く）
- 上記の他、年末年始など。

開館時間
- 9時 ~ 17時

### 常光公民館図書室
所在地
- 埼玉県鴻巣市下谷196-1[6]（北緯36度3分0.5秒 東経139度32分37.5秒）

休館日
- 毎週月曜日（祝日の場合は翌日も休館）
- 祝日（日曜日・こどもの日を除く）
- 上記の他、年末年始など。

開館時間
- 9時 ~ 17時

### 田間宮生涯学習センター図書室
所在地
- 埼玉県鴻巣市登戸149[7]（北緯36度3分47.7秒 東経139度29分42.7秒）

休館日
- 毎週月曜日（祝日の場合は翌日も休館）
- 祝日（日曜日・こどもの日を除く）
- 上記の他、年末年始など。

開館時間
- 9時 ~ 17時

### 箕田公民館図書室
所在地
- 埼玉県鴻巣市稲荷町26-32[8]（北緯36度4分44.6秒 東経139度29分12.7秒）

アクセス
- 北鴻巣駅東口より徒歩にて約15分。（距離約800m）[9]

休館日
- 毎週月曜日（祝日の場合は翌日も休館）
- 祝日（日曜日・こどもの日を除く）
- 上記の他、年末年始など。

開館時間
- 9時 ~ 17時

### 川里生涯学習センター図書室
所在地

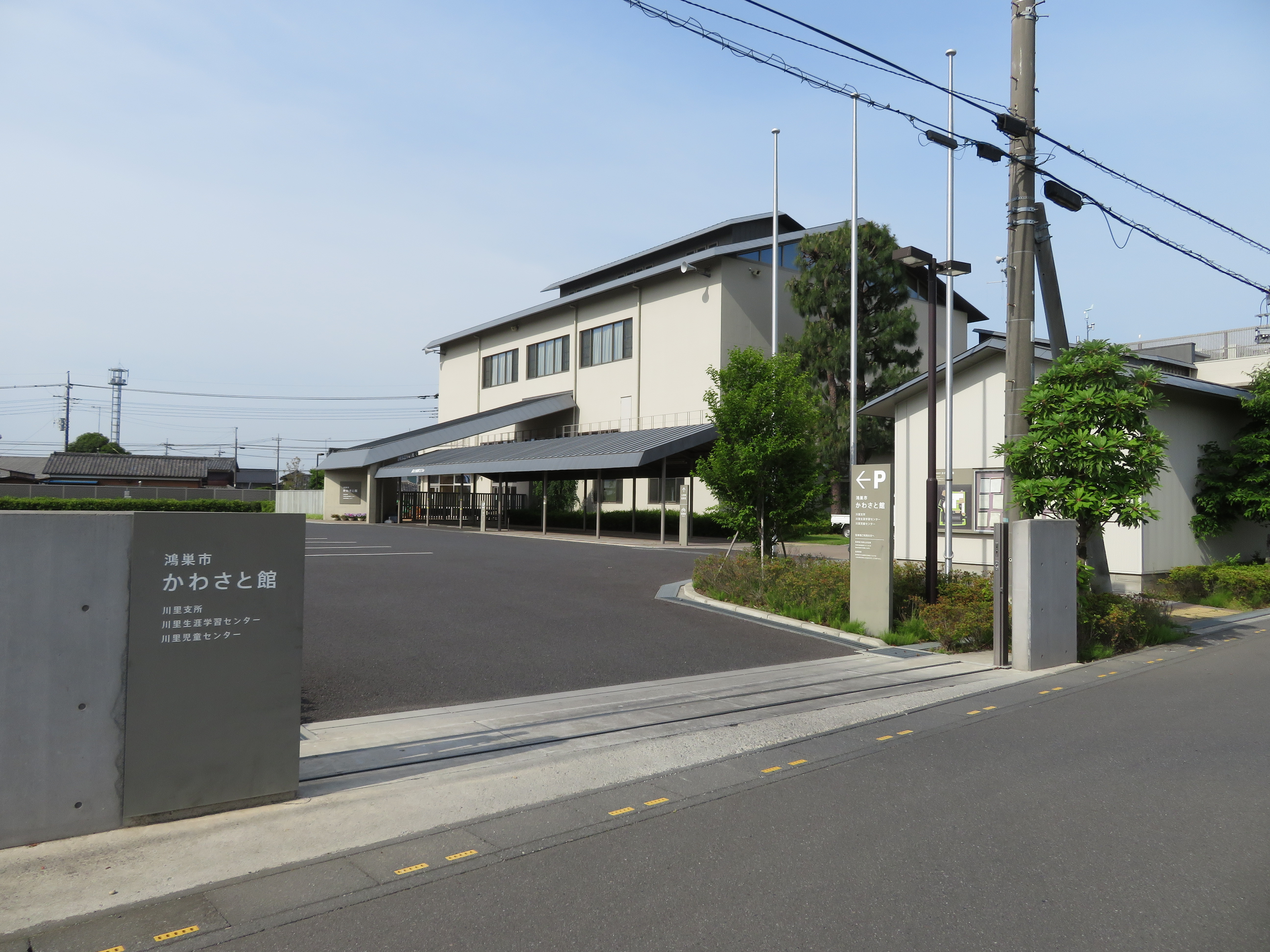
川里生涯学習センター図書室があるかわさと館

- 埼玉県鴻巣市広田3141-1（かわさと館内）

アクセス
- 鴻巣駅東口よりバスにて約15分（川里支所下車）

休館日
- 第3月曜日（祝日の場合は翌日も休館）
- 祝日（日曜日・こどもの日を除く）
- 上記の他、年末年始など。

開館時間
- 9時 ~ 17時

## その他
以下の施設には、図書・雑誌・CD・ビデオなどの資料は配置されておらず、予約資料の受け渡し業務・返却業務のみ実施している。

## 市民センター
所在地
- 埼玉県鴻巣市赤見台1-15-5（北緯36度5分11秒 東経139度28分43.4秒）

アクセス
- 北鴻巣駅東口より徒歩にて約1分。

休館日
- 毎週火曜日（祝日の場合は翌日も休館）
- 祝日
- 上記の他、年末年始など。

開館時間
- 9時 ~ 17時